# Ján Arpáš
Ján Arpáš (7. listopadu 1917 Bratislava – 22. dubna 1976 tamtéž) byl slovenský fotbalový útočník. Jeho mladší bratr Emil Arpáš byl rovněž prvoligovým fotbalistou (mistr ligy 1955).

## Fotbalová kariéra
Do Slovanu přišel v roce 1939, kdy si ho vypůjčili na zájezd do Francie a Lucemburska. Prosadil se a zůstal hráčem Slovanu. V samostatné slovenské lize hrál v letech 1939–1944 za ŠK Bratislava a získal v letech 1940, 1941, 1942 a 1943 čtyři mistrovské tituly. V letech 1939–1944 nastoupil za reprezentaci Slovenska ve 12 utkáních a dal 4 góly. V československé lize hrál za ŠK/Sokol NV Bratislava v letech 1945–1947 a 1948–1952. Se Slovanem získal v letech 1950 a 1951 dvakrát mistrovský titul. Za Slovan nastoupil ve 166 utkáních a dal 151 gólů. V sezóně 1947–1948 hrál italskou ligu za Juventus Turín.

## Ligová bilance
| Ročník                                     | Zápasy | Góly | Klub                |
| ------------------------------------------ | ------ | ---- | ------------------- |
| Státní liga 1945/46                        | 14     | 14   | ŠK Bratislava       |
| Státní liga 1946/47                        | 23     | 19   | ŠK Bratislava       |
| Serie A 1947/48                            | 18     | 6    | Juventus Turín      |
| Celostátní československé mistrovství 1950 | 8      | 5    | Sokol NV Bratislava |
| Mistrovství československé republiky 1951  | 11     | 2    | Sokol NV Bratislava |
| Mistrovství československé republiky 1952  | 1      | 0    | Sokol NV Bratislava |
| LIGA CELKEM                                | 75     | 46   |                     |